# Cordyla
Cordyla là một chi rau đậu thuộc họ Fabaceae. 
Nó gồm các loài:
- Cordyla haraka
- Cordyla madagascariensis
- Cordyla richardii
- Cordyla somalensis

## Hình ảnh

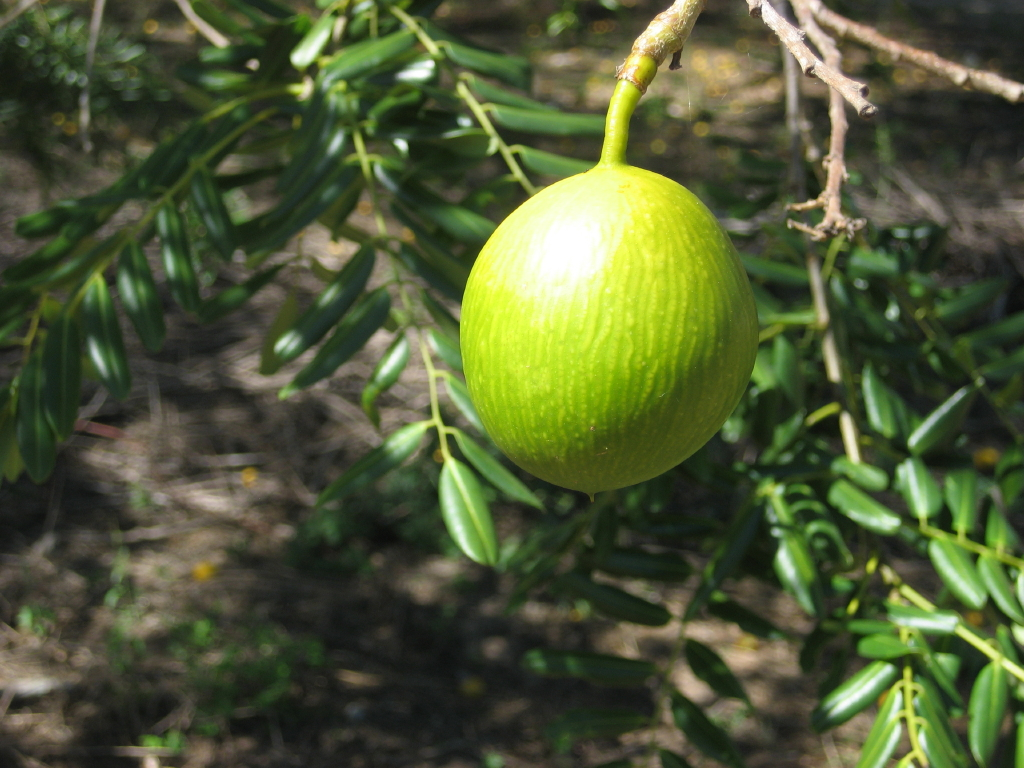